# ادهور
ادهور (به انگلیسی: Adhur) در هند است که در کرالا واقع شده‌است.

## خصوصیات
ادهور ۱۰٬۶۸۹ نفر جمعیت دارد.